# Автошляхи Угорщини
Категорії доріг в Угорщині:

Дорожні знаки з обмеженням швидкості в Угорщині

- угор. Gyorsforgalmi út (автомагістралі та швидкісні дороги):
  - угор. Autópálya (автомагістраль): 2+2 смуги руху та 1+1 аварійні смуги, роздільник, без однорівневих перехресть, обмеження швидкості: 130 км/год
  - угор. Autóút (автомагістраль): 2+2, 2+1 або 1+1 смуги руху, роздільник, деякі однорівневі перехрестя, обмеження швидкості: 110 км/год
  - угор. Gyorsút (швидкісна дорога): 2+2 смуги руху, роздільник, мало однорівневих перехресть, обмеження швидкості: 110 км/год
- угор. Elsődrendő főút (первинна головна дорога) (з однією цифрою в назві, наприклад: 6-os főút)
- угор. Másodrendű főút (вторинна головна дорога) (з двома або трьома цифрами, наприклад: 57-es főút)
- угор. Helyi út (місцева дорога) (з трьома та більше цифрами)

Деякі з національних доріг є частиною схеми європейських маршрутів.
Європейські маршрути, які проходять Урощиною: E60; E65; E66; E68; E71; E73; E75; E77; E79 (клас A); E573; E653; E661 (клас B).

## Автомагістралі та швидкісні дороги

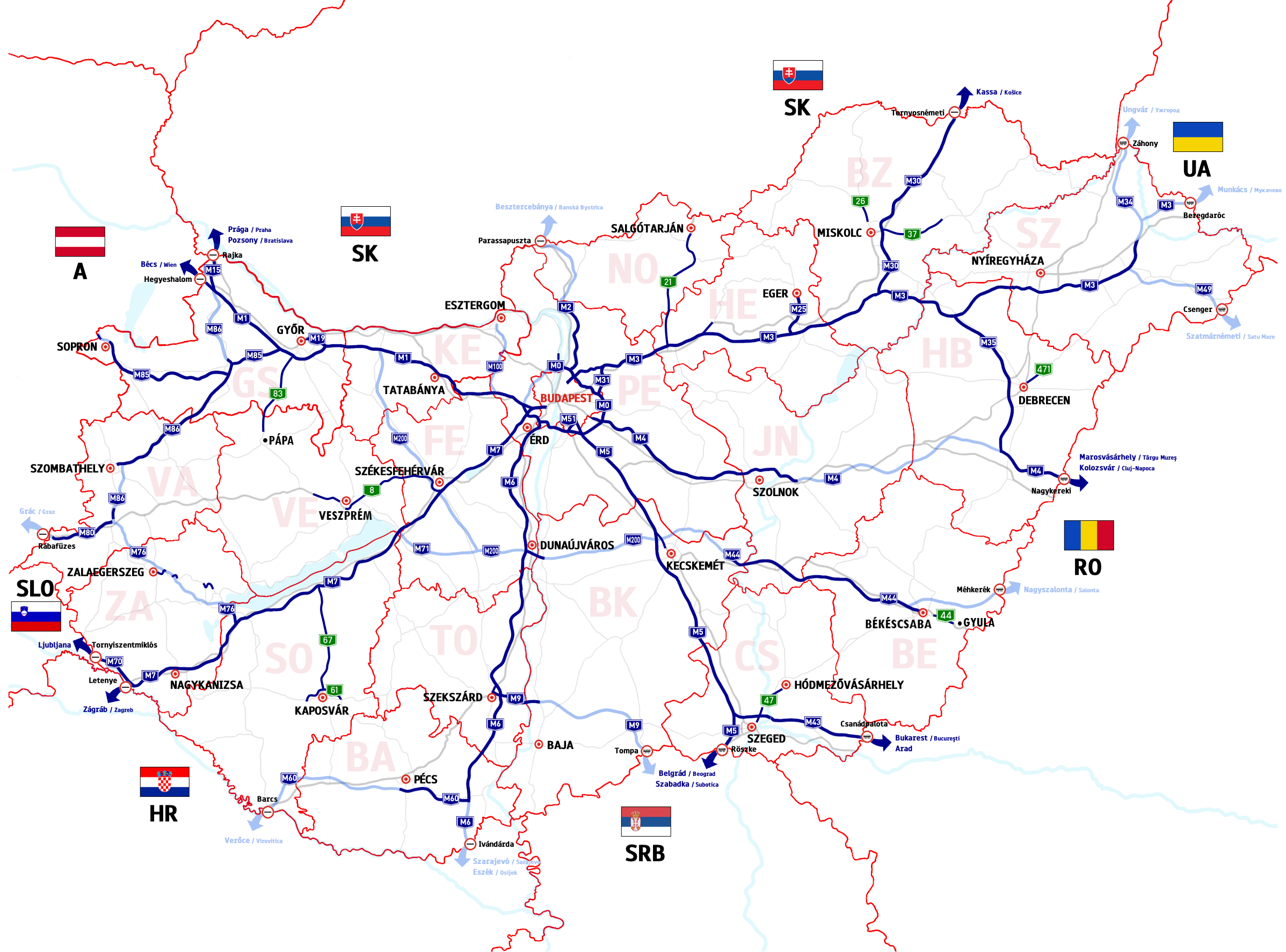
Мережа автомагістралей в Угорщині.

Вони мають одну смугу в кожному напрямку, знаки білого кольору, нормальна швидкість 130 км/год, на швидкісних дорогах 110 км/год. Згідно з повідомленням Állami Autópályakezelő Zrt. («Державне Управління Автомагістралями»), загальна довжина угорської системи автомагістралей була 1400 кілометрів у 2013. Будівництво угорських автомагістралей розпочалося в 1964 році з M7, який було завершено у 1975 році між Будапештом і Балатоном. Загальна довжина системи досягла 200 км у 1980 році, 500 км у 1998 році та 1000 км у 2007 році.
 Автомагістралі в Угорщині:

M1  |  M3  |  M5  |  M6  |  M7  |  M8  |  M15  |  M19  |  M30  |  M31  |  M35  |  M43  |  M60
 Автостради та швидкісні дороги в Угорщині (M — автостради та R — швидкісні дороги):

M0  |  M2  |  M4  |  M9  |  M10  |  M25  |  M34  |  M44  |  M51  |  M70  |  M85 |  M86  |  M87
R11  |  R21  |  R23  |  R49  |  R67  |  R76  |  R83

### Історія
| Рік          | 1964 | 1970 | 1975 | 1980 | 1985 | 1990 | 1996 | 2002 | 2006 | 2010 | 2014 | 2016 |
| Довжина (км) | 7    | 85   | 136  | 213  | 302  | 361  | 440  | 638  | 967  | 1290 | 1382 | 1481 |

## Державні дороги
Вони мають одну смугу у кожному напрямку, позначаються зеленими знаками з білими буквами, обмеження швидкості: 90 км/год.

### Первинні головні дороги
Дороги класифіковані як державні дороги класу IIa мають довжину 2224 км та позначені з однією або двома цифрами, деякі з трьома.
| Знак | Номер | Маршрут | Довжина |
| ---- | ----- | --- | ------- |
|      | 1     | Будапешт - Будайорш - Bicske - Татабанья - Tata - Комаром - Дієр - Мошонмадяровар - кордон Австрія Hegyeshalom              | 177 км  |
|      | 10    | Будапешт - Pilisvörösvár - Dorog - Almásfüzitő (перехрестя з 1)                                                             | 075 км  |
|      | 2     | Будапешт - Дунакесі - Вац - кордон Словаччина Hont (Parassapuszta)                                                          | 078 км  |
|      | 21    | Hatvan - Pásztó - Батоньтереньє - Salgótarján - кордон Словаччина Somoskőújfalu                                             | 065 км  |
|      | 3     | Будапешт - Геделле - Hatvan - Дєндєш - Füzesabony - Мішкольц - Енч - кордон Словаччина Tornyosnémeti                        | 247 км  |
|      | 354   | Дебрецен північний обхід (автомагістраль M35 - головна дорога 4)                                                            | 012 км  |
|      | 4     | Будапешт - Цеглед - Szolnok - Püspökladány - Дебрецен - Ньїредьгаза - Кішварда - кордон Україна Загонь                      | 352 км  |
|      | 403   | Ньїредьгаза східний обхід (автомагістраль M3 - головна дорога 4)                                                            | 014 км  |
|      | 405   | Автомагістраль M5 - головна дорога 4                                                                                        | 015 км  |
|      | 41    | Ньїредьгаза - Бакталорантаза - Vásárosnamény - кордон Україна Beregsurány                                                   | 073 км  |
|      | 42    | Пюшпекладань (перехрестя з 4) - Беретьйоуйфалу - кордон Румунія Ártánd                                                      | 059 км  |
|      | 43    | Сегед - Мако - кордон Румунія Nagylak                                                                                       | 055 км  |
|      | 44    | Кечкемет (перехрестя з головними дорогами 5 та 54) - Lakitelek - Kunszentmárton - Szarvas - Бекешчаба - кордон Румунія Дюла | 144 км  |
|      | 5     | Будапешт - Дабаш - Кечкемет - Кішкунфеледьгаза - Сегед - кордон Сербія Röszke                                               | 185 км  |
|      | 6     | Будапешт - Ерд - Дунауйварош - Пакс - Szekszárd - Печ - Szigetvár - кордон Хорватія Барч                                    | 262 км  |
|      | 7     | Будапешт - Ерд - Martonvásár - Секешфегервар - Siófok - Надьканіжа - кордон Хорватія Летеньє                                | 233 км  |
|      | 8     | Секешфегервар - Веспрем - Айка - Körmend - кордон Австрія Szentgotthárd (Rábafüzes)                                         | 190 км  |

### Вторинні головні дороги
Дороги класифіковані як державні дороги класу IIb мають довжину 2224 км та позначені з однією або двома цифрами, деякі з трьома.

## Європейські автошляхи
Через Угорщину проходять наступні європейські автошляхи:
Клас A:
- E60: Нікельсдорф,  Австрія – Hegyeshalom – Дьєр – Татабанья – Будапешт – Szolnok – Püspökladány – Ártánd – Борш,  Румунія
- E65: Чуново,  Словаччина – Райка – Чорна – Сомбатгей – Körmend – Залаегерсег – Надьканіжа – Летеньє – Горичан,  Хорватія
- E66: Хайлігенкройц,  Австрія – Rábafüzes – Körmend – Айка – Веспрем – Секешфегервар
- E68: Сегед – Мако – Csanádpalota – Недлак,  Румунія
- E71: Мілгость,  Словаччина – Tornyosnémeti – Мішкольц – Füzesabony – Hatvan – Будапешт – Секешфегервар – Siófok – Надьканіжа – Летеньє – Горичан,  Хорватія
- E73: Будапешт – Дунауйварош – Szekszárd – Мохач – Udvar – Дубошевиця,  Хорватія
- E75: Чуново,  Словаччина – Rajka – Дьєр – Tatabánya – Будапешт – Кечкемет – Сегед – Röszke – Хоргош,  Сербія
- E77: Шаги,  Словаччина – Parassapuszta – Vác – Будапешт
- E79: Мішкольц – Polgár – Дебрецен – Беретьйоуйфалу – Ártánd – Борш,  Румунія

Клас B:
- E573: Пюшпекладань – Дебрецен – Ньїредьгаза – Загонь – Чоп,  Україна
- E579: Ньїредьгаза – Vásárosnamény – Beregsurány – Лужанка,  Україна
- E653: Летеньє – Tornyiszentmiklós – Пинце,  Словенія
- E661: Балатон – Nagyatád – Барч – Терезино Полє,  Хорватія